# The Fairly OddParents: Breakin' Da Rules
The Fairly OddParents: Breakin' Da Rules es un videojuego lanzado para la Game Boy Advance, GameCube, PlayStation 2, Xbox y Windows en Norteamérica en 2003. Está basado en la caricatura de Nickelodeon Los padrinos mágicos. Fue desarrollado por Blitz Games y distribuido por THQ.
Su secuela, The Fairly OddParents: Shadow Showdown, fue lanzada en las mismas plataformas, salvo en Xbox.

## Trama
Los padres de Timmy Turner se han ido de vacaciones, dejándolo con la malvada niñera Vicky. Cuando Timmy intenta pedir un deseo, sus padrinos mágicos Cosmo y Wanda le dicen que va contra «las reglas». Enfadado, Timmy desea no tener que seguir las reglas, haciendo que Cosmo destruya el libro. Cuando Vicky llega, se apodera del libro de las reglas. Ella desea que Timmy siga durmiendo y, como posee un ítem mágico, su deseo es cumplido. Timmy, Cosmo y Wanda van a la corte mágica, donde son acusados de destruir las reglas, y Jorgen les da a los tres 49 horas y media para encontrar las páginas faltantes del libro. Timmy deberá navegar por diez niveles y encontrar las páginas antes de que los deseos de Vicky lleguen demasiado lejos. Al final del juego, todo regresa a la normalidad y el libro de las reglas vuelve a tener todas las páginas.
La versión de PC cuenta con una trama diferente. En esta versión, Juanísimo Magnífico engaña a Timmy para que desee destruir el libro para causarles problemas a Cosmo y Wanda. También cuenta con la aparición de la madre de Vicky y Tootie (con la edad de Timmy, ya que el nivel donde aparece está ambientado en el pasado) llamada Nicky. Se la ve comportándose de forma similar a Tootie, y Timmy la confunde con ella en un principio cuando la ve por primera vez, aunque los gráficos del juego la representen como una versión más joven de Vicky.
En la versión de Game Boy Advance, Anti-Cosmo y Anti-Wanda se roban el libro, y utilizan los sueños de Vicky como conducto para su magia. Como castigo, Cosmo y Wanda son degradados a hadas de tercera clase. En respuesta, equipan a Timmy con una mochila anti magia y un cañón mágico. Finalmente, las anti hadas son derrotadas y Cosmo y Wanda despiertan a Vicky, restaurando la paz y convenciendo a Jorgen de promoverlos de nuevo a hadas de primera clase.

## Elenco de voces
Fuente: créditos de cierre
- Tara Strong como Timmy Turner
- Daran Norris como Cosmo, Papá, Jorgen von Strangle, Barbilla Roja, Comicbook Anchorman, Anti-Cosmo (solo en la versión de Game Boy Advance)
- Susanne Blakeslee: Wanda, Mamá
- Grey DeLisle como Vicky, Tootie (solo en la versión de consola), Nicky (solo en la versión de PC), Mujer Espátula, Créme Puffs
- Gary LeRoi Gray como AJ
- Jason Marsden como Chester, comprador masculino
- Carlos Alazraqui como Crocker, Juanísimo, Le Foot, (solo versión de PC), Alcalde de Dimmsdale, chico de campo
- Faith Abrahams como compradora femenina, Franciscus
- Laraine Newman como reina Alien Jipjorrulac
- Rob Paulsen como Rey Gripullon, cazador de perros, juez mágico, guardia, anti hadas, ardillas exploradoras, Arthur, Gilded Arches

## Recepción
Breakin' Da Rules ha recibido reseñas mixtas a positivas. IGN le dio al juego 5,0/10. El puntaje agregado de GameRankings fue más alto para la versión de PlayStation 2 (73%); los otros fueron negativos, tan bajo como 40% para la versión de PC.